# NGC 3517
NGC 3517 est une galaxie spirale relativement éloignée et située dans la constellation de la Grande Ourse. NGC 3517 a été découverte par l'astronome germano-britannique William Herschel en 1793.

## Caractéristiques
La classe de luminosité de NGC 3517 est II. Selon la base de données Simbad, NGC 3517 est une galaxie LINER, c'est-à-dire une galaxie dont le noyau présente un spectre d'émission caractérisé par de larges raies d'atomes faiblement ionisés.

### Distance
Sa vitesse par rapport au fond diffus cosmologique est de 8 366 ± 12 km/s, ce qui correspond à une distance de Hubble de 123,4 ± 8,6 Mpc (∼402 millions d'al).

### Identification
Il y a une erreur sur la page de Wolfgang Steinicke. NGC 3517 et MCG 10-16-57 (et non MCG 10-16-55) désignent la même galaxie.

## Paire de galaxies en interaction
La galaxie au nord de NGC 3517 est MCG 10-16-055. La distance de cette dernière est égale à 125,0 ± 8,8 Mpc (∼408 millions d'al). Ces deux galaxies forment donc une paire et comme on peut le constater sur l'image du relevé SDSS, il y a un pont de matière entre celles-ci. Elles sont donc en interaction gravitationnelle forte.

## NGC 3517 dans un groupe de galaxies?
Abraham Mahtessian inclut NGC 3517 dans un groupe de galaxie situé à moins de 100 millions d'années-lumière. Il s'agit sans doute d'une erreur, d'autant que la base de données NASA/IPAC indique NGC 3517 est possiblement une galaxie du champ, c'est-à-dire qu'elle n'appartient pas à un amas ou un groupe et qu'elle est donc gravitationnellement isolée.